# Jozef Bajza
Jozef Bajza (* 24. srpna 1950) je bývalý slovenský fotbalový záložník a trenér. V roce 1980 se spoluhráčem brankářem Miroslavem Kovaříkem emigrovali do Švýcarska.

## Fotbalová kariéra
V československé lize hrál za Inter Bratislava. Nastoupil ke 215 utkáním a dal 20 ligových gólů. Za juniorskou reprezentaci nastoupil ve 3 utkáních, za reprezentační B-tým nastoupil ve 3 utkáních a za olympijskou reprezentaci nastoupil ve 2 utkáních. V Poháru UEFA nastoupil v 8 utkáních.

## Ligová bilance
| Ročník                                   | Zápasy | Góly | Klub             |
| ---------------------------------------- | ------ | ---- | ---------------- |
| 2. československá fotbalová liga 1972/73 | -      | -    | Inter Bratislava |
| 1. československá fotbalová liga 1971/72 | 15     | 1    | Inter Bratislava |
| 1. československá fotbalová liga 1973/74 | 30     | 3    | Inter Bratislava |
| 1. československá fotbalová liga 1974/75 | 29     | 4    | Inter Bratislava |
| 1. československá fotbalová liga 1975/76 | 28     | 2    | Inter Bratislava |
| 1. československá fotbalová liga 1976/77 | 30     | 2    | Inter Bratislava |
| 1. československá fotbalová liga 1977/78 | 28     | 3    | Inter Bratislava |
| 1. československá fotbalová liga 1978/79 | 27     | 4    | Inter Bratislava |
| 1. československá fotbalová liga 1979/80 | 28     | 1    | Inter Bratislava |
| CELKEM 1. liga                           | 215    | 20   |                  |